# Chlorophoneus olivaceus
A Chlorophoneus olivaceus a madarak osztályának verébalakúak (Passeriformes) rendjébe és a bokorgébicsfélék (Malaconotidae) családjába tartozó faj.

## Rendszerezése
A fajt George Shaw angol botanikus és zoológus írta le 1809-ben, a Lanius nembe Lanius olivaceus néven. Sorolták a Telophorus nembe Telophorus olivaceus néven is.

## Alfajai
- Chlorophoneus olivaceus bertrandi (Shelley, 1894)
- Chlorophoneus olivaceus interfluvius (Clancey, 1969)
- Chlorophoneus olivaceus makawa Benson, 1945
- Chlorophoneus olivaceus olivaceus (Shaw, 1809)
- Chlorophoneus olivaceus vitorum (Clancey, 1967)[2]

## Előfordulása
Afrika délkeleti részén, a Dél-afrikai Köztársaság, Malawi, Szváziföld és Zimbabwe területén honos. 
Természetes élőhelyei a szubtrópusi és trópusi száraz erdők, síkvidéki és hegyi esőerdők, szavannák és cserjések, valamint ültetvények. Állandó, nem vonuló faj.

## Megjelenése
Testhossza 23 centiméter, testtömege 31-39 gramm.

## Természetvédelmi helyzete
Az elterjedési területe nagyon nagy, egyedszáma ugyan csökken, de még nem éri el a kritikus szintet. A Természetvédelmi Világszövetség Vörös listáján nem fenyegetett fajként szerepel.